# Chrysometa fuscolimbata
Chrysometa fuscolimbata este o specie de păianjeni din genul Chrysometa, familia Tetragnathidae. A fost descrisă pentru prima dată de Archer, 1958.
Este endemică în Jamaica. Conform Catalogue of Life specia Chrysometa fuscolimbata nu are subspecii cunoscute.